# Roger Masson
Roger Masson – francuski kierowca wyścigowy.

## Kariera
W wyścigach samochodowych Masson poświęcił się głównie startom zaliczanym do klasyfikacji Mistrzostw Świata Samochodów Sportowych. W latach 1956-1965 Francuz pojawiał się w stawce 24-godzinnego wyścigu Le Mans. W pierwszym sezonie startów stanął na najniższym stopniu podium w klasie S 750, a w klasyfikacji generalnej był dwunasty. Trzy lata później był najlepszy w klasie S 1.1, ale nie odjechał do mety. Rok później świętował już prawdziwe zwycięstwo w klasie GT 1.3 (trzynasty w klasyfikacji generalnej). W sezonie 1964 stanął na drugim stopniu podium w klasie P 3.0.